# جويل سميث
جويل سميث (بالإنجليزية: Joel Smith)‏ هو مهرب مخدرات بريطاني، ولد في 1973 في لندن في المملكة المتحدة.